# (2193) Jackson
(2193) Jackson es un asteroide perteneciente al cinturón de asteroides, descubierto el 18 de mayo de 1926   por Harry Edwin Wood  desde el Observatorio Union, en Johannesburgo, Sudáfrica.

## Designación y nombre
Designado provisionalmente como 1926 KB. Fue nombrado Jackson en honor a Cyril V. Jackson astrónomo sudafricano.